# Uichi Munakata
Uichi Munakata (宗像卯一?, Munakata Uichi; 26 novembre 1915 – ...) è stato un cestista giapponese.

## Carriera
Con il Giappone ha partecipato alle Olimpiadi del 1936.